# Stefan Groothuis
Stefan Groothuis, né le 23 novembre 1981 à Empe, est un patineur de vitesse néerlandais spécialiste du 1 000 m.

## Palmarès
- Jeux olympiques d'hiver
  - 8e sur 1 000 m aux Jeux olympiques d'hiver de 2006 à Turin
  - 4e sur 1 000 m aux Jeux olympiques d'hiver de 2010 à Vancouver
  - 16e sur 1 500 m aux Jeux olympiques d'hiver de 2010 à Vancouver
  -  Médaille d'or sur 1 000 m aux Jeux olympiques d'hiver de 2014 à Sotchi.

- Championnats du monde
  -  Médaille de bronze sur 1 000 m en 2011 à Inzell
  -  Médaille d'or sur 1 000 m en 2012 à Heerenveen
- Championnats du monde de sprint
  -  Médaille d'or en 2012 à Calgary

- Coupe du monde
  - Vainqueur du classement du 1 000 m en 2011.